# تپه قبرستان (قزوین)
تپه قبرستان دشت قزوین در ۶۰ کیلومتری جنوب شهر قزوین و حدود شش کیلومتری شهر سگزآباد قرار دارد و مطالعات باستانشناسی در این محوطه از سال ۱۳۴۹ به سرپرستی عزت‌الله نگهبان آغاز و تا سال ۱۳۵۷ به‌طور مستمر ادامه داشته و در حال حاضر نیز توسط دانشکده باستان‌شناسی دانشگاه تهران حفاری‌های علمی و مطالعات آن با همکاری و نظارت میراث فرهنگی، صنایع دستی و گردشگری استان قزوین صورت می‌پذیرد. در این محوطه تعدادی ساختمان مسکونی، کارگاه‌های سفالگری و فلز کاری وجود داشته و در اوج رونق خود وسعتی حدود ۱۰ هکتار را در بر می‌گرفته است. از ویژگی‌های سفال این منطقه، ظرافت بیش از حد در تکنیک ساخت است که در بعضی از آن‌ها ضخامت بدنه به یک یا دو میلی‌متر می‌رسد و طرحهای زیبای منقش در بدنه این سفال‌ها، نقش گیاهان و حیوانات به صورت انتزاعی بوده که نشان از فرهنگ و تمدنی غنی منطقه دارد.
تپه قبرستان در منطقه بوئین زهرا، بخش جنوبی دشت قزوین و در حدود ۲۵۷ کیلومتری جنوب تهران و در قسمت غربی تپهٔ سگزآباد در فاصله سیصد متری آن قرار دارد. اولین فعالیتهای باستان‌شناسی دانشگاه تهران در تابستان ۱۳۴۹ آغاز گردید و به مدت ده سال متوالی در سه محوطه پیش از تاریخ زاغه، قبرستان و تپهٔ سگزآباد در دشت قزوین ادامه پیندا کرد.
از هزارهٔ پنجم پیش از میلاد یا کمی قدیمتر، ای منطقه تا اوایل هزاره اول پیش از میلاد به تناوب مورد سکونت یا به عنوان قبرستان مورد استفاده قرار گرفته است. به نظر می‌رسد تقریباً در زمانی که استقرار در تپه زاغه متوقف شده؛ یعنی در حدود هزاره پنجم پیش از میلاد، استقرار در تپه قبرستان شروع شده است. در لایه‌های سطحی قبوری مربوط به اواخر هزارهٔ دوم و اوایل هزارهٔ اول پیش از میلاد مشاهده می‌شود که احتمالًا این تپه به صورت قبرستان استفاده می‌شده است. از اوایل هزارهٔ اول پیش از میلاد به بعد، تپه به کلی متروک مانده است. احتمالاً این اجتماع مورد حمله قرار گرفته و سپس به وسیله مهاجمان در اثر آتش‌سوزی از بین رفته است. از ترانشه اصلی تپه چهارده لایه به دست آمده است.